# Список умерших в 1891 году
В этой статье представлен список известных людей, умерших в 1891 году.
См. также: Категория:Умершие в 1891 году

## Январь
- 11 января — Жорж Эжен Осман (81) — французский государственный деятель, префект департамента Сена (1853—1870), градостроитель, во многом определивший современный облик Парижа.
- 17 января — Йоханнес Верхулст (74) — нидерландский композитор и дирижёр.
- 20 января — Калакауа (54) — король Гавайских островов с 12 февраля 1874 года до своей смерти.
- 24 января — Карл Штауффер-Берн (33) — швейцарский художник, график и скульптор.
- 25 января — Тео ван Гог (33) — младший брат всемирно известного нидерландского и французского художника Винсента ван Гога, благодаря материальной помощи Тео Винсент смог полностью посвятить себя живописи.
- 27 января — Джервис Макэнти (62) — американский художник-пейзажист, представитель художественной школы реки Гудзон.
- 29 января — Натан Бернштейн — русский врач, учёный-физиолог.

## Февраль
- 3 февраля — Михаил Хрептович (81) — русский дипломат польского происхождения.
- 8 февраля — Чарльз Виргман (58) — английский художник и книжный иллюстратор.
- 10 февраля — Софья Ковалевская (41) — русский математик и механик, первая в России и в Северной Европе женщина-профессор и первая в мире женщина-профессор математики; воспаление лёгких.
- 11 февраля — Алексей Шефнер (58) — российский военачальник (военный моряк), генерал-лейтенант, дед поэта Вадима Шефнера.
- 16 февраля — Карл Максимович (63) — русский ботаник, академик Санкт-Петербургской академии наук.
- 18 февраля — Пётр Алексеев (50) — российский доктор химии, ординарный профессор Киевского университета, учредитель Киевского отдела Русского технического общества естествоиспытателей.
- 21 февраля — Артур Биландт-Рейдт (69) — австрийский и австро-венгерский военачальник.
- 21 февраля — Жан-Луи-Эрнест Месонье (76) — французский живописец.

## Март
- 19 марта — Пётр Редкин (82) — русский правовед, историк философии, ректор Санкт-Петербургского университета.
- 29 марта — Жорж Сёра (31) — французский художник-постимпрессионист, основатель неоимпрессионизма, создатель метода живописи под названием «дивизионизм», или «пуантилизм».
- 31 марта — Янис-Фридрих Бауманис (56) — лифляндский архитектор.

## Апрель
- 1 апреля — Виктория Августинович — русская революционерка.
- 8 апреля — Василий Васильев (53) — оперный певец, тенор.
- 8 апреля — Поль Крампель — французский исследователь Африки.
- 12 апреля — Ольга Фёдоровна (51) — российская великая княгиня.
- 17 апреля — Михаил Гоняев — российский шахматный историк и литератор.
- 21 апреля — Антонина Блудова (77) — графиня, писательница, благотворительница.
- 25 апреля — Великий князь Николай Николаевич Старший (59) — российский военный и государственный деятель; третий сын императора Николая I и Александры Фёдоровны.

## Май
- 8 мая — Елена Блаватская (59) — теософ, писательница и путешественница.
- 9 мая — Адам Станислав Красинский (80) — виленский епископ, проповедник, филолог, поэт, переводчик.
- 11 мая — Пётр Шумахер (73) — русский поэт-сатирик.
- 27 мая — Акоп Паронян (47) — известный армянский писатель-сатирик.

## Июнь
- 6 июня — Джон Александр Макдональд (76), канадский юрист и политик, премьер Объединённой провинции Канада, а в дальнейшем один из отцов Канадской конфедерации и первый премьер-министр суверенной Канады.
- 11 июня — Дмитрий Тальберг — российский правовед-криминалист.
- 12 июня — Сергей Подолинский (40) — украинский учёный-энциклопедист.
- 13 июня — Пётр Мамонтов (64) — русский артиллерист, генерал-лейтенант.
- 15 июня — Петрос Адамян (41) — армянский актёр, трагик.

## Июль
- 1 июля — Владимир Долгоруков (80) — князь, российский военный и государственный деятель, московский градоначальник, московский генерал-губернатор в 1865—1891 годах.
- 1 июля — Михаил Когэлничану (75) — румынский государственный и политический деятель.
- 20 июля — Фредерик Уэлд (68) — британский колониальный деятель и новозеландский политик.
- 31 июля — Леон-Жермен Пелуз (52) — французский художник-пейзажист.

## Август
- 16 августа — Иван Наумович — галицко-русский писатель.
- 19 августа — Теодор Аман — румынский художник.
- 22 августа — Ян Неруда (57) — чешский писатель, поэт и журналист; представитель реализма.
- 28 августа — Пётр Алексеев (42) — один из первых российских рабочих-революционеров, ткач; убит.

## Сентябрь
- 4 сентября — Михаил Коялович (62) — известный русский историк, политический публицист и издатель.
- 9 сентября — Жюль Греви (84) — французский политический деятель, 4-й президент Франции (3-й президент Третьей республики, 1879—1887).
- 24 сентября — Мария Вильт — драматическая оперная певица; сопрано.
- 24 сентября — Исидор Коперницкий (66) — польский антрополог.
- 27 сентября — Иван Гончаров (79) — русский писатель; член-корреспондент Императорской Академии наук по Разряду Русского языка и словесности.
- 28 сентября — Герман Мелвилл (72) — известный американский писатель.
- 30 сентября — Жорж Буланже (54) — французский генерал, политический деятель и вождь реваншистско-антиреспубликанского движения, известного как буланжизм; самоубийство.

## Октябрь
- 13 октября — Платон (Городецкий) (88) — епископ Русской православной церкви, митрополит Киевский и Галицкий и священно-архимандрит Киево-Печерской Успенской лавры.
- 23 октября — Амвросий Оптинский (78) — священнослужитель Русской православной церкви, иеромонах; (прославлен в лике святых 6 июня 1988).
- 23 октября — Алексей Гатцук (58) — русский археолог, публицист и писатель.

## Ноябрь
- 10 ноября — Артюр Рембо (37) — французский поэт, один из основоположников символизма, представитель группы «про́клятых поэтов»; сепсис.
- 22 ноября — Василий Роткирх (71) — жандармский офицер, генерал-лейтенант, публицист, писатель.
- 24 ноября — Константин Леонтьев (60) — российский дипломат; мыслитель религиозно-консервативного направления.
- 26 ноября — Николай Агаев (76) — российский военачальник, генерал-лейтенант.
- 29 ноября — Джон Баптист Цербини — британский скрипач, альтист и пианист итальянского происхождения.

## Декабрь
- 5 декабря — Серапион (Маевский) — архиерей Русской православной церкви, епископ Екатеринославский и Таганрогский.
- 7 декабря — Кришьянис Валдемар (68) — писатель, фольклорист и просветитель.
- 9 декабря — Леон Пинскер (69) — врач, философ еврейского происхождения, идеолог и деятель сионизма, лидер сионистского движения Ховевей Цион.
- 11 декабря — Александр Потебня (56) — русский языковед, литературовед, философ, первый крупный теоретик лингвистики в России.
- 27 декабря — Александр Ходзько (87) — белорусско-польский поэт и востоковед.

## Дата неизвестна или требует уточнения
- Аркадий Бердяев — русский общественный деятель и мыслитель, автор проекта российской конституции.
- Ксаверий Лиске (52) — польский историк и археограф, профессор.
- Александр Строганов (95) — генерал от артиллерии.
- Владимир Титов (84) — русский писатель, государственный деятель.